# فرانك س. غارلاند
فرانك س. غارلاند (بالإنجليزية: Frank C. Garland)‏ هو عالم وبائيات ‏ أمريكي، ولد في 20 يونيو 1950 في سان دييغو في الولايات المتحدة، وتوفي في 17 أغسطس 2010 في لاهويا في الولايات المتحدة بسبب سرطان المريء.